# Jirejaure
Jirejaure är en sjö i Sorsele kommun i Lappland och ingår i Umeälvens huvudavrinningsområde. Sjön har en area på 0,455 kvadratkilometer och ligger 752,5 meter över havet. Jirejaure ligger i Vindelfjällen Natura 2000-område.

## Delavrinningsområde
Jirejaure ingår i det delavrinningsområde (732294-148258) som SMHI kallar för Mynnar i Tärnasjön. Medelhöjden är 875 meter över havet och ytan är 38,88 kvadratkilometer. Det finns inga avrinningsområden uppströms utan avrinningsområdet är högsta punkten. Jirejukke som avvattnar avrinningsområdet har biflödesordning 3, vilket innebär att vattnet flödar genom totalt 3 vattendrag innan det når havet efter 412 kilometer. Avrinningsområdet består mestadels av kalfjäll (92 procent). Avrinningsområdet har 0,47 kvadratkilometer vattenytor vilket ger det en sjöprocent på 1,2 procent.